# Samtgemeinde Hadeln
Die Samtgemeinde Hadeln war ein Kommunalverband im Landkreis Cuxhaven, der 1970 gegründet wurde.
Zum 1. Januar 2011 wurden die bisherigen Samtgemeinden Hadeln und Sietland zu der neuen Samtgemeinde Land Hadeln zusammengeschlossen.

## Geografie

### Lage
Das Gebiet der Samtgemeinde lag an der Niederelbe-Seite des Landkreises Cuxhaven in Niedersachsen. Es ist Teil des historisch-kulturellen Landstriches Land Hadeln im Elbe-Weser-Dreieck und umfasst in etwa den mittleren Teil des „Hadler Hochlandes“ zwischen dem heutigen Stadtgebiet der Stadt Cuxhaven und der Mündung der Oste in die Elbe. Die Nordgrenze der Samtgemeinde bildete die Mündung der Elbe. Die Grenze zur Samtgemeinde Am Dobrock im Osten bildete im Wesentlichen der Hadelner Kanal. Im Süden schloss sich die Samtgemeinde Sietland an. Die frühere Westgrenze zum Stadtgebiet von Cuxhaven ist unregelmäßig und nicht historisch gewachsen, seit die bis dahin selbstständigen Hadler Gemeinden Altenbruch und Lüdingworth nach Cuxhaven eingemeindet worden sind. Die Landschaft des ehemaligen Gebietes ist geprägt durch den fruchtbaren Marschboden und die Küstenlage. Das wichtigste Gewässer auf dem Gebiet bildet die Medem, die zusammen mit dem Hadler Kanal bei Otterndorf in die Elbe mündet.

### Gliederung
Die Samtgemeinde setzte sich im Gründungsjahr 1970 aus den Mitgliedsgemeinden Neuenkirchen, Nordleda, Osterbruch, Wanna und der Stadt Otterndorf zusammen. Im Jahr 1972 verließ die Gemeinde Wanna jedoch wieder den Verband und trat der Samtgemeinde Sietland bei. Verwaltungssitz und Zentrum war die Stadt Otterndorf.

## Geschichte
Neueste archäologische Erkenntnisse lassen vermuten, dass im Frühmittelalter im Gebiet des heutigen Hadeln die ersten Siedlungen der Sachsen entstanden. Insgesamt acht solcher Siedlungen konnten im Raum Hadeln von Archäologen nachgewiesen werden.
Hadeln blickt auf eine lange Zeit politisch eigenständiger Entwicklung zurück. Erst als das Königreich Hannover nach dem preußisch-österreichischen Krieg 1866 von Preußen annektiert wurde, endete der Sonderstatus des Landes Hadeln. Zur Geschichte vor 1866 siehe auch: Geschichte von Hadeln und Wursten, danach siehe auch: Geschichte des Landkreises Cuxhaven
Einwohnerentwicklung
| Jahr      | 1987 | 1992 | 1997 | 2002   | 2007   | 2008   | 2009   | 2010   |
| --------- | ---- | ---- | ---- | ------ | ------ | ------ | ------ | ------ |
| Einwohner | 9074 | 9344 | 9613 | 10.281 | 10.242 | 10.143 | 10.190 | 10.222 |

(jeweils zum 31. Dezember)

## Politik

### Samtgemeinderat
Der Samtgemeinderat bestand aus 26 Personen. Er tagte in folgenden Ausschüssen: Samtgemeindeausschuss, Bau-, Planungs- und Umweltausschuss, Feuerschutzausschuss, Finanzausschuss, Schulausschuss und in dem Jugend-, Sport- und Sozialausschuss.

### Wappen
| Wappen von Samtgemeinde Hadeln | Blasonierung: „Gespalten; vorn neunmal geteilt von Schwarz und Gold, überdeckt mit einem schrägrechts gewendeten grünen Rautenkranz; hinten in Grün mit schwarzem Schildfuß der Bischof Nikolaus, in silbernem Chorkleid, unter grünem goldgerändertem Messgewand mit goldenen Schuhen, grüner goldgeränderter Mitra, mit silbernem Krummstab, dessen Krümme in einer goldenen fünfblätterigen Rose endet, die rechte Hand zum Segnen erhoben, mit goldenen Haaren und natürlicher Fleischfarbe.“ |
| Wappen von Samtgemeinde Hadeln | Wappenbegründung: Der Rautenkranz aus dem Gemeinschaftswappen des sächsischen Hauses weist auf die Herrschaft hin, die die Lauenburger Herzöge bis zu ihrem Aussterben 1689 über das Land Hadeln ausübten. Der hl. Bischof Nikolaus, Schutzpatron der Schiffer und Küstenbewohner, kommt in den Siegeln des Landes Hadeln seit dem 13. Jahrhundert vor. |

## Sagen und Legenden
- Des Landes Name (Hadeln)
- Die „Eroberung“ unserer Heimat durch die Sachsen
- Karl der Große und die Hadeler
- Die Hadeler Landesgrenze
- Die Teufelsbrücke
- Seine letzte Sorge
- Die Teufelsmühle
- Der Schnitter und der Teufel
- De gröne Keerl
- Die Zauberformel

(Quelle:)